# Professional Chess Association
De Professional Chess Association was een organisatie die, in concurrentie met de FIDE, een eigen reeks wedstrijden (cyclus) om het wereldkampioenschap schaken organiseerde. Ze bestond van 1993 tot ongeveer 1996.

## Ontstaan
Sinds 1948 werd het wereldkampioenschap georganiseerd door de FIDE. Ongeveer elke drie jaar moest de regerend wereldkampioen zijn titel verdedigen tegen een uitdager, de winnaar van een reeks kwalificatiewedstrijden. In 1993 werd Nigel Short uitdager van Garri Kasparov. Short en Kasparov waren ontevreden over de manier waarop de FIDE de organisatie van de match aanpakte. Ze besloten te breken met de FIDE en richtten de PCA op. Deze had tot doel, naast het organiseren van de match Kasparov-Short, de organisatie van het wereldkampioenschap naar een meer 'professioneel' niveau te tillen. De PCA wist het computerbedrijf Intel als sponsor aan zich te binden.

## Activiteiten
In 1993 werd in Londen de match Kasparov-Short gespeeld. Kasparov won met 12½-7½ en werd zodoende PCA-wereldkampioen.
Eveneens in 1993 werd Groningen een groot kwalificatietoernooi volgens het Zwitsers systeem gehouden, waarbij de beste zeven zich samen met Short plaatsten voor de 'kandidatenmatches'.
In 1994 werden in New York de volgende matches gespeeld:

Michael Adams - Sergej Tiviakov 4 - 4 (play-off 3½ - 2½)

Viswanathan Anand - Oleh Romanysjyn 5 - 2

Nigel Short - Boris Gulko 4 - 4 (play-off 2½ - 1½ )

Gata Kamsky - Vladimir Kramnik 4½ - 1½

Later dat jaar vonden in Linares de halve finales plaats:

Anand - Adams 5½ - 1½

Kamsky - Short 5½ - 1½

In 1995 werd de finale gespeeld tussen Anand en Kamsky. Anand won met 6½ - 4½ en werd daarmee uitdager van Kasparov. Hun match werd later dat jaar in New York gespeeld en door Kasparov met 10½ - 7½ gewonnen.
Daarna zakte de PCA in elkaar, met name omdat sponsor Intel zich terugtrok. De 'lijn van wereldkampioenen' begonnen door de PCA duurde tot 2006, toen Kramnik en Veselin Topalov een 'herenigingsmatch' speelden.